# Astragalus persicus
Astragalus persicus är en ärtväxtart som först beskrevs av Dc., och fick sitt nu gällande namn av Fisch. och Carl Anton von Meyer. Astragalus persicus ingår i släktet vedlar, och familjen ärtväxter. Inga underarter finns listade i Catalogue of Life.